# Беатріс Гарсія-Відагані
Беатріс Гарсія-Відагані (ісп. Beatriz García Vidagany; нар. 17 листопада 1988) — колишня іспанська тенісистка.
Найвищу одиночну позицію світового рейтингу — 146 місце досягла 5 липня 2010, парну — 148 місце — 23 березня 2015 року.
Здобула 2 одиночні та 4 парні титули туру ITF.
Завершила кар'єру 2015 року.

## Фінали ITF

### Одиночний розряд: 7 (2–5)
| Легенда          |
| ---------------- |
| турніри $100,000 |
| турніри $75,000  |
| турніри $50,000  |
| турніри $25,000  |
| турніри $10,000  |

| Фінали за покриттям |
| ------------------- |
| Тверде (0–3)        |
| Ґрунт (2–2)         |
| Трава (0–0)         |
| Килим (0–0)         |

| Результат | W–L | Дата     | Турнір                     | Рівень | Покриття | Суперниця              | Рахунок            |
| --------- | --- | -------- | -------------------------- | ------ | -------- | ---------------------- | ------------------ |
| Поразка   | 0–1 | Лют 2007 | ITF Майорка, Іспанія       | 10,000 | Ґрунт    | Татьяна Пряхін         | 3–6, 3–6           |
| Перемога  | 1–1 | Тра 2008 | ITF Тортоса, Іспанія       | 10,000 | Ґрунт    | Аманда Каррерас        | 6–2, 6–3           |
| Перемога  | 2–1 | Кві 2009 | ITF Вік, Іспанія           | 10,000 | Ґрунт    | Александра Йосифоська  | 2–6, 6–2, 6–2      |
| Поразка   | 2–2 | Жов 2009 | ITF Гранада, Іспанія       | 25,000 | Тверде   | Марія Ірігоєн          | 7–5, 2–6, 4–3 ret. |
| Поразка   | 2–3 | Чер 2010 | ITF Пособланко, Іспанія    | 50,000 | Тверде   | Олівія Санчес          | 3–6, 4–6           |
| Поразка   | 2–4 | Тра 2012 | ITF Брешія, Італія         | 25,000 | Тверде   | Анна Кароліна Шмідлова | 3–6, 2–6           |
| Поразка   | 2–5 | Лип 2013 | ITF Contrexéville, Франція | 50,000 | Ґрунт    | Тімеа Бачинскі         | 1–6, 1–6           |

### Парний розряд: 11 (4–7)
| Легенда          |
| ---------------- |
| турніри $100,000 |
| турніри $75,000  |
| турніри $50,000  |
| турніри $25,000  |
| турніри $10,000  |

| Фінали за покриттям |
| ------------------- |
| Тверде (0–0)        |
| Ґрунт (4–7)         |
| Трава (0–0)         |
| Килим (0–0)         |

| Результат | Ранг | Дата              | Турнір                             | Покриття | Партнерка             | Суперниці                                        | Рахунок             |
| --------- | ---- | ----------------- | ---------------------------------- | -------- | --------------------- | ------------------------------------------------ | ------------------- |
| Поразка   | 1.   | 17 вересня 2006   | ITF Льєйда, Іспанія                | Ґрунт    | Ірене Ребергер Бескос | Ребека Боу Ногейро Вікторія Вальс-Комалала       | 3–6, 1–6            |
| Перемога  | 1.   | 8 жовтня 2006     | ITF Гранада, Іспанія               | Ґрунт    | Юлія Парасюк          | Кароліна Гаго Фуентес Вердіана Верарді           | 6–4, 6–4            |
| Перемога  | 2.   | 29 жовтня 2006    | ITF Sant Cugat del Vallès, Іспанія | Ґрунт    | Нурія Санчес Гарсія   | Крістіна Санчес-Кінтанар Франсіска Сінтес Мартін | 3–6, 6–3, 6–3       |
| Поразка   | 2.   | 6 червня 2009     | ITF Галатіна, Італія               | Ґрунт    | Марія Емілія Салерні  | Олена Бовіна Регіна Куликова                     | 2–6, 1–6            |
| Поразка   | 3.   | 11 листопада 2012 | ITF Бенікарло, Іспанія             | Ґрунт    | Андреа Гаміс          | Конні Перрен Маша Зец-Пешкірич                   | 4–6, 3–6            |
| Поразка   | 4.   | 9 вересня 2013    | ITF Софія, Болгарія                | Ґрунт    | Река Луца Яні         | Дія Евтімова Вікторія Томова                     | 4–6, 6–2, [6–10]    |
| Перемога  | 3.   | 16 лютого 2014    | ITF Сан-Паулу, Бразилія            | Ґрунт    | Діна Пфіценмаєр       | Маріана Дуке-Маріньо Паула Крістіна Гонсалвеш    | 7–6(6), 4–6, [10–8] |
| Поразка   | 5.   | 5 травня 2014     | ITF Туніс, Туніс                   | Ґрунт    | Марина Мельникова     | Андреа Гаміс Валерія Савіних                     | 4–6, 1–6            |
| Перемога  | 4.   | 2 червня 2014     | ITF Марсель, Франція               | Ґрунт    | Лурдес Домінгес Ліно  | Юлія Бейгельзимер Ольга Савчук                   | 6–1, 6–2            |
| Поразка   | 6.   | 13 вересня 2014   | ITF Сен-Мало, Франція              | Ґрунт    | Татьяна Буа           | Джулія Гатто-Монтіконе Анастасія Гримальська     | 3–6, 1–6            |
| Поразка   | 7.   | 8 березня 2015    | ITF Куритиба, Бразилія             | Ґрунт    | Флоренсія Молінеро    | Їсалін Бонавентюре Ребекка Петерсон              | 6–4, 3–6, [5–10]    |